# Пауэрс-Лейк (Северная Дакота)
Пауэрс-Лейк (англ. Powers Lake) — город США, город в штате Северная Дакота. По состоянию на 2013 год, численность населения составляла 321 человек.

## История
Город был основан в 1909 году.

## Географическое положение
Город расположен в 31 км южнее столицы округа Берк, города Боубелс. Климат влажный континентальный, с жарким летом и холодной зимой.

## Население
Расовый состав согласно оценкам Бюро переписи населения США на 2010 год:
- белые — 97,00 %
- латиноамериканцы − 1,1 %
- индейцев, алеутов и эскимосов — 1,1 %
- азиаты — 0,4 %
- Две и более национальностей — 0,4 %

Гендерный состав 47,5 % мужчин и 52,5 % женщин. Средний возраст населения составляет 47,5 года.

## Образование и культура
| Управляющий орган                         | Бюджет     | Кол-во персонала | Кол-во учащихся | Количество учителей |
| ----------------------------------------- | ---------- | ---------------- | --------------- | ------------------- |
| Управление образования города Пауэрс-Лейк | $1,714,000 | 10,65            | 119             | 13,79               |
|                                           |            |                  |                 |                     |
| Название школы                            | Тип школы  | Классы           | Кол-во учащихся | Кол-во учителей     |
| Начальная школа города Пауэрс-Лейк        | Начальная  | 0-6              | 68              | 7,80                |
| Высшая школа города Пауэрс-Лейк           | Высшая     | 7-12             | 51              | 5,99                |

## Экономика
Наибольшая занятость населения в сферах: сельское хозяйство, нефтегазодобывающая промышленность, здравоохранение, строительство и образование.

## Транспорт
- Железнодорожная станция.

## Полиция
За порядок и безопасность жителей города отвечает Офис шерифа округа Берк, в составе 6 приведённых к присяге сотрудников, и 1 гражданского служащего.